# Norrköping Filmfestival Flimmer
Norrköping Filmfestival är en årligen återkommande lokalt arrangerad filmfestival i Norrköping vars målsättning är att ha en bred repertoar, lokal förankring och att visa kvalitetsfilm, både i form av internationella filmer och lokalt producerade kortfilmer. 
Filmfestivalen arrangeras av Filmföreningen Flimmer. Norrköping Filmfestival har arrangerats varje höst sedan 1999, med undantag för pandemiåret 2020. De första två åren var festivalen i kommunal regi men ansvaret övertogs 2001 av den ideella föreningen Flimmer.

## Filmföreningen Flimmer
Filmföreningen Flimmer startade 1954 som Norrköpings Filmstudio . 2001 bytte föreningen namn till Filmföreningen Flimmer och övertog samma år ansvaret för att anordna den årliga filmfestivalen. I dag omfattas verksamheten av Norrköping Filmfestival , Flimmer Utomhusbio i Norrköping, Flimmer Utomhusbioturné samt Guldsvanen, som är Östergötlands största kortfilmstävling för unga filmare i åldrarna 16-26 år. .